# Большой Полюг
Большой Полюг — река в Вологодской области России, протекает по территории Бабушкинского района. Устье реки находится в 23 км от устья Старой Тотьмы по левому берегу. Длина реки составляет 22 км. Крупнейший приток — Большая Хмелевица (левый).

## Данные водного реестра
По данным государственного водного реестра России относится к Двинско-Печорскому бассейновому округу, водохозяйственный участок реки — Северная Двина от начала реки до впадения реки Вычегда, без рек Юг и Сухона (от истока до Кубенского гидроузла), речной подбассейн реки — Сухона. Речной бассейн реки — Северная Двина.
Код объекта в государственном водном реестре — 03020100312103000008626.